# Ambrosius Bosschaert el Vell
Ambrosius Bosschaert el Vell (Anvers, 18 de novembre 1573 - La Haia, 7 de març de 1621) fou un pintor neerlandès, d'escenes de natures mortes amb rams de flors.

## Biografia
Va néixer a Anvers, on va començar la seva carrera artística, encara que va viure la major part de la seva vida a Middelburg, on la seva família es va traslladar el 1587 a causa de les amenaces de persecució religiosa. A l'edat de vint-i-un anys, es va convertir en membre del gremi de Sant Lluc i més tard es va fer el degà. Poc després, es va casar i es va establir com un especialista en pintura de natures mortes amb flors, va signar amb el seu monograma AB (la B dins la A). Balthasar van der Ast que es va casar amb la germana d'Ambrosius, va ser el primer aprenent que va tenir en el seu estudi, tots dos també van viatjar diverses vegades junts per aconseguir comandes i treballar a Amsterdam (1614), Bergen op. Zoom (1615-1616), Utrecht (1616-1619) i Breda (1619). Ambrosius Bosschaert va morir a L'Haia quan estava realitzant un treball que va acabar el seu cunyat Balthasar van der Ast.

## Obra
El seu estil va ser continuat pels seus tres fills: Ambrosius Bosschaert el Jove (1609-1645), Johannes Bosschaert (c. 1610-c. 1650), Abraham Bosschaert (1613-1643), tots es van convertir en pintors florals i també el seu cunyat Balthasar van der Ast.
El seu treball més conegut continua sent Gerro de flors en la finestra (c.1618), un oli sobre taula (64 × 46 cm), que s'exposa al Mauritshuis a la Haia.

## Galeria
- Natura morta amb flors
- Natura morta de flors
- Ram de flors en gerro
- Natura morta i flors